# Kanton Drôme des collines
Drôme des collines is een kanton van het Franse departement Drôme. Het kanton maakt deel uit van het arrondissement Valence .
In 2019 telde het 27.915 inwoners.

Het kanton werd gevormd ingevolge het decreet van 20 februari 2014 met uitwerking op 22 maart 2015, met Saint-Donat-sur-l'Herbasse  als hoofdplaats.

## Gemeenten
Het kanton omvatte 33 gemeenten bij zijn oprichting.
Op 1 januari 2019 werden de gemeenten Miribel, Montrigaud en Saint-Bonnet-de-Valclérieux samengevoegd tot de fusiegemeente (commune nouvelle) Valherbasse.
Sindsdien omvat het kanton volgende 31 gemeenten: 
- Arthémonay
- Bathernay
- Bren
- Le Chalon
- Charmes-sur-l'Herbasse
- Châteauneuf-de-Galaure
- Chavannes
- Crépol
- Épinouze
- Geyssans
- Le Grand-Serre
- Hauterives
- Lapeyrouse-Mornay
- Lens-Lestang
- Manthes
- Margès
- Marsaz
- Montchenu
- Montmiral
- Moras-en-Valloire
- Parnans
- Ratières
- Saint-Avit
- Saint-Christophe-et-le-Laris
- Saint-Donat-sur-l'Herbasse
- Saint-Laurent-d'Onay
- Saint-Martin-d'Août
- Saint-Michel-sur-Savasse
- Saint-Sorlin-en-Valloire
- Tersanne
- Valherbasse